# 아카마정
아카마정(赤間町)은 일본 후쿠오카현 무나카타군에 있던 정이다. 현재의 무나카타시의 일부에 해당한다.